# La hora de los hornos
La hora de los hornos és una pel·lícula documental argentina realitzada l'any 1968 pels cineastes Fernando «Pino» Solanas i Octavio Getino, integrants llavors del Grupo de Cine de Liberación.
Aquest film està dividit en tres parts: «Neocolonialisme i violència», «Acte per a l'alliberament» (dividit al seu torn en dos grans moments «Crònica del peronisme (1945-1955)» i «Crònica de la resistència (1955-1966)»), i «Violència i alliberament». El narrador és el locutor i actor Edgardo Suárez. La hora de los hornos documenta les conseqüències de colonialisme a l'Amèrica Llatina prenen com a mostra Argentina: repressió militar, explotació econòmica i alienació cultural, oferint a la vegada recursos discursius vigents per a combatre l'imperialisme.
La pel·lícula va aconseguir el lloc 22 en una enquesta de les 100 millors pel·lícules del cinema argentí duta a terme pel Museo del Cine Pablo Ducrós Hicken l'any 2000. En una nova versió de l'enquesta organitzada el 2022 per les revistes especialitzades La vida útil, Taipei i La tierra quema, presentada al Festival Internacional de Cinema de Mar del Plata, la pel·lícula va aconseguir el lloc 6è.

## Premis
- Mostra internazionale del cinema nuovo, Pesaro, Itàlia, 1968: Gran Premi de la Crítica.
- Festival internacional de Mannheim, RFA, 1968: Premi del Públic, Premi FIPRESCI, Cinemes d'Art i Assaig, Premi Ecumènic.
- British Film Institute, 1974: Millor film estranger.
- Escollida per la Crítica de Los Angeles entre els deu millors films dels anys 70.
- Festival de Mèrida, Veneçuela, 1968: Premi al millor film.
- Setmana de la crítica del Festival de Canes 1969.